# Miss Italia 1983

La premiazione

Raffaella Baracchi

Raffaella De Carolis con le concorrenti dell'edizione 1983

Miss Italia 1983 si è svolta a Salsomaggiore Terme dal 26 al 28 agosto 1983. Il concorso è stato condotto da Ettore Andenna assieme a Michele Gammino e Milly Carlucci, con la direzione artistica di Enzo Mirigliani e l'organizzazione di Mirigliani. Presidente della giuria tecnica è Luciano Salce, impossibilitato a presenziare alla serata finale per un improvviso malore. Vincitrice di questa edizione la diciannovenne Raffaella Baracchi di Torino.

## Risultati
| Risultato finale    | Concorrente            |
| ------------------- | ---------------------- |
| Miss Italia 1983    | - – Raffaella Baracchi |
| 2ª classificata     | - – Tiziana Bonanni    |
| 3ª classificata     | - – Melinita D'Urso    |
| Miss Eleganza       | - – Carla Di Martino   |
| Miss Cinema         | - – Giusy Ravizza      |
| Miss Ragazza Sprint | - – Claudia Bergonzi   |

## Concorrenti
La lista è composta dalle ragazze che parteciparono alle finali di Salsomaggiore e al concorso di Bellezza "Miss Gambissime" svoltasi a Riva del Garda.
01) Daniela Crosara (Miss Veneto)

02) Graziella Isefanti (Miss Valle d'Aosta)

03) Stella Fraccaro (Miss Romagna)

04) Anna Maria Frosio (Miss Lombardia)

05) Monica Battain (Miss Friuli Venezia Giulia)

06) Nadia Bazzanella (Miss Trentino Alto Adige)

07) Stefania Peretti (Bella dei Laghi)

08) Paola Annibali (Miss Liguria)

09) Manuela Reggiani (Miss Emilia)

10) Elisa Ferrara (Miss Toscana)

11) Roberta Orlandi (Miss Marche)

12) Paola Teodoro (Miss Abruzzo)

13) Italia Maurini (Miss Molise)

14) Tiziana Bonanni (Miss Umbria)

15) Ambra Pellino (Miss Lazio)

16) Jasmine Maimone (Miss Roma)

17) Silvana Auriemma (Miss Campania)

18) Paola Spagnoletti (Miss Puglia)

19) Loredana Comisi (Miss Basilicata)

20) Edith Forte (Miss Calabria)

21) Daniela Iraci (Miss Sicilia)

22) Katia Santini (Miss Sardegna)

23) Mariangela Bracco (Miss Gambe Piemonte)

24) Loredana Murilli (Selezione Fotografica Lombardia)

25) Carla Caramori (Miss Carpi)

26) Fausta Pedretti (Miss Gambe Omsa)

27) Sabrina Burlando (Miss Liguria Omsa)

28) Letizia Gili (Selezione Fotografica Emilia)

29) Patrizia Droghetti (Miss Gambe Romagna)

30) Susanna Montignani (Miss Sprint Pisa)

31) Mirella Storti (Miss Gambe Lazio)

32) Maura Prochilo (Miss Gambe Sicilia)

33) Graziella Defanti (Miss Valle d'Aosta)

34) Patrizia Fabris (Miss Cinema Piemonte)

35) Cristina Persico (Selezione Fotografica Lombardia)

36) Giulia Iezzi (Selezione Fotografica Emilia)

37) Stella Fraccaro (Miss Romagna)

38) Daniela Urtoller (Miss Eleganza Romagna)

39) Cristina Bordignon

40) Luisa Moscato (Miss Eleganza Puglia)

41) Anna Maria Scagliusi (Miss Eleganza Basilicata)

42) Valentina Ruggiero (Miss Eleganza Liguria)

43) Francesca Vargiu (Miss Eleganza Toscana)

44) Vincenza Maria Carollo (Miss Eleganza Sicilia)

45) Patrizia Fabris (Miss Cinema Piemonte)

46) Silvia Villa (Miss Cinema Lombardia)

47) Eleonora Ventriglia (Miss Cinema Veneto)

48) Erika Biroslavo (Miss Cinema Friuli Venezia Giulia)

49) Maria Passero Marchegiano (Miss Cinema Liguria)

50) Sonia Catania (Miss Cinema Emilia)

51) Camilla Nata (Miss Cinema Romagna)

52) Claudia Possenti (Miss Cinema Marche)

53) Monica Fella (Miss Cinema Lazio)

54) Marilena Bianco (Miss Cinema Puglia)

55) Simona Varchi (Miss Cinema Basilicata)

56) Antonella Fuso (Miss Cinema Calabria)

57) Melinita D'Urso (Selezione Fotografica Sicilia)

58) Daniela Prando (Selezione Fotografica Trentino Alto Adige)

59) Marianna Magretti (Selezione Fotografica)

60) Lucia Carrigone (Selezione Fotografica Lombardia)

61) Giorgia De Leo (Selezione Fotografica Triveneto)

62) Maria Alessandra Borghi (Selezione Fotografica Emilia)

63) Sabina Lamprechi (Selezione Fotografica Emilia)

64) Roberta Bustacchini (Selezione Fotografica Romagna)

65) Simonetta Ferrari (Selezione Fotografica)

66) Emanuela Damiano (Miss Cantapuglia)

67) Cristina Persico (Miss Ragazza Sprint)

68) Raffaella Baracchi (Miss Piemonte)

69) Carla di Martino (Miss Eleganza Piemonte)

70) Giusy Ravizza (Selezione Fotografica Lombardia)

71) Claudia Bergonzi (Miss Eleganza Emilia)